# Andregoto Galíndez
Andregoto Galíndez (900. – 972.) bila je grofica Aragonije, kao i kraljica supruga Pamplone.
Andregoto je bila kći grofa Galinda II. Aznáreza, a udala se za budućeg Garciju Sáncheza od Pamplone, koji je bio mnogo mlađi od nje. Brak je poništen 943. zbog bliske krvne srodnosti; iste godine Andregotin sin Sančo II. od Pamplone preuzima titulu grofa Aragonije, a nakon smrti njegova oca 970., nasljeđuje i Krunu Navare te time ujedinjuje grofoviju Aragoniju s Kraljevinom Navarom.
| prethodnik Toda Aznárez | Kraljica Pamplone | nasljednik Terezija Ramírez |